# Arnault Joubin
Pour les articles homonymes, voir Joubin.
Arnault Joubin (né en 1962) est un photographe portraitiste de renommée internationale.
Il a photographié des personnalités parmi les plus grands de ce monde, de Woody Allen à César, en passant par Jacques Chirac ou encore Vargas Lliosa.
Il a été nommé à la « Nuit des Jeunes Créateurs » 1990, et est lauréat du concours Ilford 1985 et 1986. 

## Principales expositions
- 2009 Art Élysées
- 2009 Berliner Liste
- 2009 Open Art Fair, Utrecht
- 2008 1re  Nuit de la Photographie Contemporaine, Paris
- 1996 Exposition « La selle Hermès », au MOMA de Chicago et de Houston
- 1986 Exposition FNAC : « Le Monde du cirque »

## Édition
- 1996 « La Selle Hermès », Éditions du Collectionneur